# Nesopelops polynesius
Nesopelops polynesius är en kvalsterart som först beskrevs av Hammer 1972.  Nesopelops polynesius ingår i släktet Nesopelops och familjen Phenopelopidae. Inga underarter finns listade i Catalogue of Life.